# La Famille Suricate
Pour plus de détails, voir Fiche technique et Distribution.
La Famille Suricate est un film documentaire animalier réalisé par James Honeyborne (en) sorti en 2008.

## Synopsis
Les suricates sont de petits carnivores de la famille des mangoustes, vivant en colonie dans des terriers des plaines arides d'Afrique Australe.
Un bébé suricate du nom de Kolo, malin et joueur, va devoir lutter dans un des environnements les plus hostiles de la planète et contre de dangereux prédateurs face au plus grand défi de sa vie : retrouver ses parents, ses frères et ses sœurs. À travers cette histoire, on découvre aussi la lutte de son espèce pour rester en vie, le relais des sentinelles veillant sur leur territoire, leur mode de communication grâce à un langage élaboré et surtout leur sens de la famille qui rapproche curieusement ces petits animaux de l'espèce humaine.

## Fiche technique
- Titre original : Meerkats : The Movie
- Titre français : La Famille Suricate
- Réalisation : James Honeyborne (en)
- Scénario : James Honeyborne

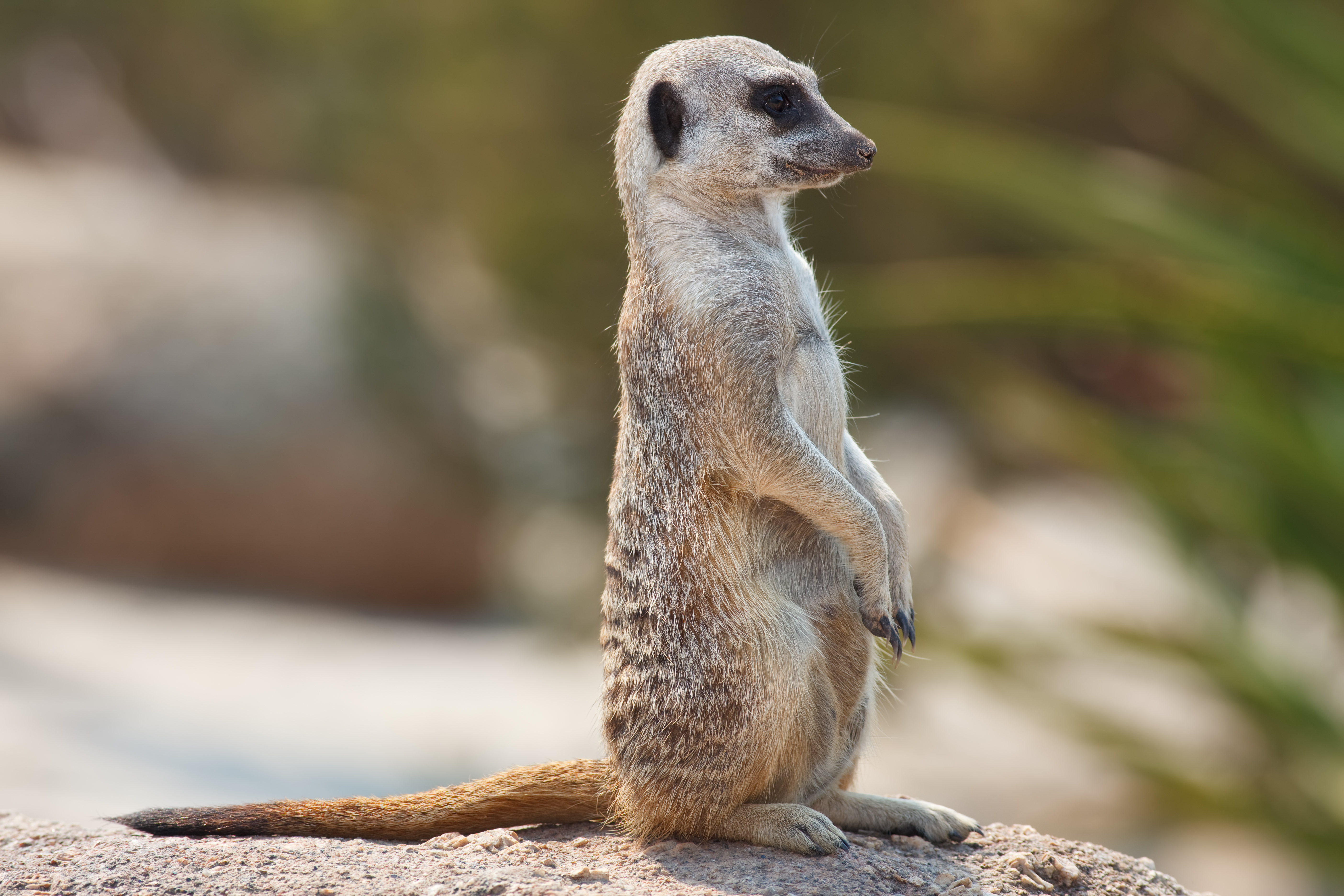
Un suricate.

- Caméra : Barrie Britton, Tony Miller
- Montage : Rebecca Lloyd, Justin Krish
- Musique : Sarah Class
- Producteurs : Harvey Weinstein, Bob Weinstein, Trevor Ingman, Joe Oppenheimer
- Société(s) de production : BBC Films, BBC Natural History
- Société(s) de distribution : Wild Bunch Distribution
- Pays d'origine : Royaume-Uni
- Langue originale : anglais
- Format :  couleur - 35 mm – 2,35:1 – son  Dolby SRD
- Genre :  documentaire
- Durée :  83 minutes
- Date de sortie :
  -  France : 15 octobre 2008
  -  Royaume-Uni : 7 août 2009
- Sortie DVD : 15 avril 2009
- Public : tout public

## Voix du commentaire
- Paul Newman : version originale

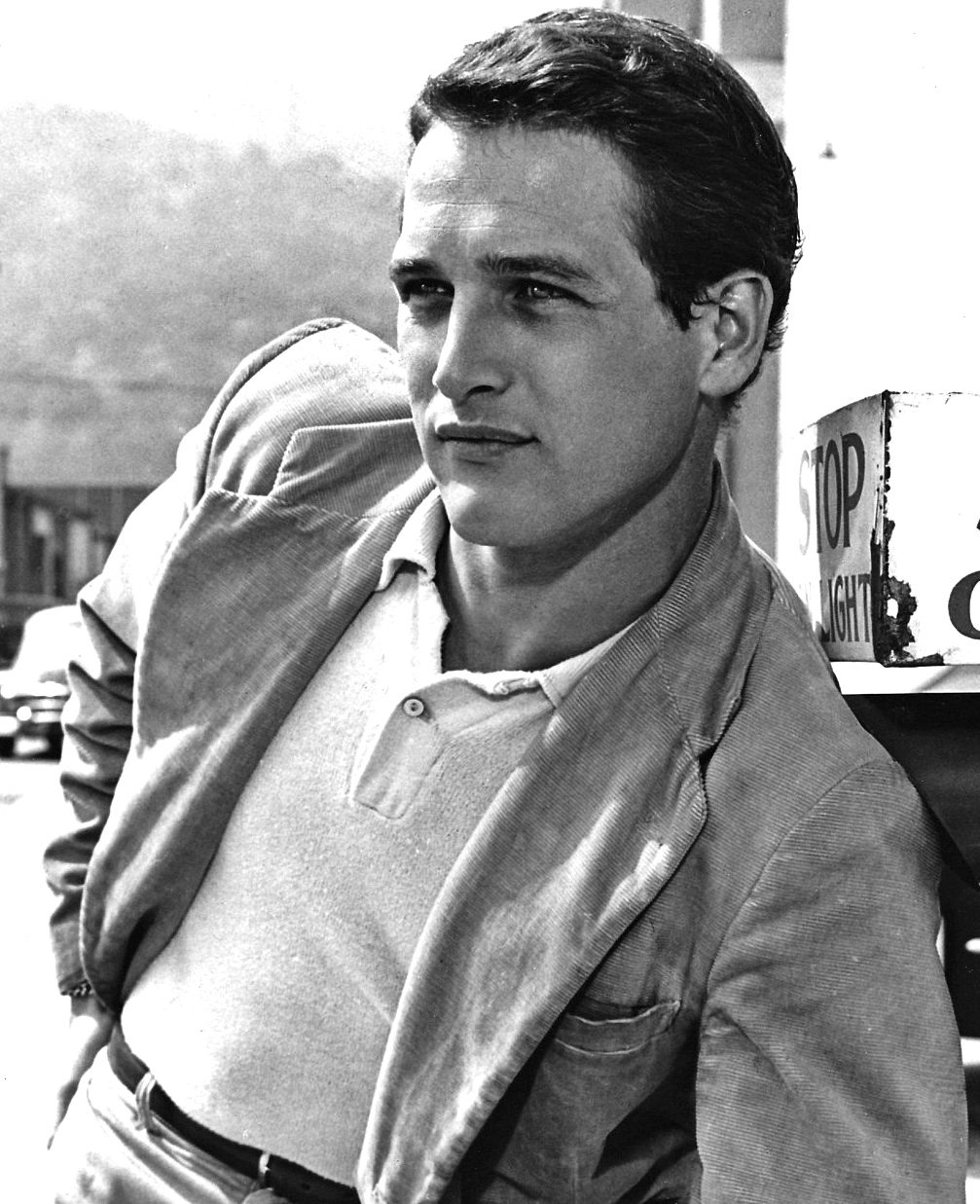
Paul Newman en 1954.

- Guillaume Canet : version française

## Production

### Tournage
- Le tournage fut difficile du fait que les suricates sont des animaux sauvages, difficiles à trouver et à approcher. Ces petits carnivores furent progressivement apprivoisés, d'abord en laissant les voitures près des terriers et des points d'eau, puis avec de fausses caméras au point qu'ils venaient se frotter contre le matériel de tournage.
- C'est la deuxième fois que Paul Newman et Guillaume Canet se croisent pour prêter leurs voix. La première fois, ce fut dans le film d'animation Cars.
- Le producteur James Honeyborne (en) tenait que ce film s'adresse à toute la famille, puisque ce film parle des relations familiales des suricates, incluant enfants, parents et tuteurs.

## Récompenses et distinctions

### Prix
- Festival international du film de Tokyo 2008
  - Grand Prix de la Terre - Prix spécial : James Honeyborne[2]

### Nominations
- Festival du film britannique de Dinard 2008
  - Prix Coup de cœur : James Honeyborne[3]